# Закладка (цифрова)

Закладки у браузерах зазвичай позначаються піктограмою зірочки, і в багатьох випадках для виділення збереженої закладки використовується зображення піктограми веб-сайту.

У контексті Всесвітньої павутини закладка — це уніфікований ідентифікатор ресурсу (URI), який зберігається для подальшого пошуку в будь-якому з різних форматів зберігання. Усі сучасні веб-браузери містять функції закладок. Закладки називаються вибраними або ярликами Інтернету в Internet Explorer і Microsoft Edge, і завдяки великій частці ринку цього браузера ці терміни були синонімами закладки з часів Першої війни браузерів. Зазвичай доступ до закладок здійснюється через меню у веб-браузері користувача, а папки зазвичай використовуються для організації. Окрім методів створення закладок у більшості браузерів, багато зовнішніх програм пропонують керування закладками.
Закладки були включені до браузерів, починаючи з браузера ViolaWWW у 1992 році та браузера Mosaic у 1993 році У Mosaic і в попередніх версіях Opera списки закладок називалися Hotlists ; цей термін вийшов із загального вжитку. Cello, інший ранній браузер, також мав функції закладок.
З появою соціальних закладок спільні закладки стали засобом для користувачів зі схожими інтересами для об'єднання веб-ресурсів або для зберігання своїх закладок таким чином, щоб вони не були прив'язані до одного конкретного комп'ютера чи браузера. Веб-служби створення закладок дозволяють користувачам зберігати закладки на віддаленому веб-сервері, доступному звідусіль.
Новіші браузери розширили функцію «закладки», включивши варіації концепції збереження посилань. У 2004 році Mozilla Firefox представила живі закладки, які нагадують стандартні закладки, але містять список посилань на останні статті, надані новинним сайтом або веб-журналом, який регулярно оновлюється через канали RSS ; однак Mozilla видалила цю функцію у 2018 році " Букмарклети " — це програми JavaScript, які зберігаються як закладки, які можна клацнути для виконання певної функції.

## Зберігання

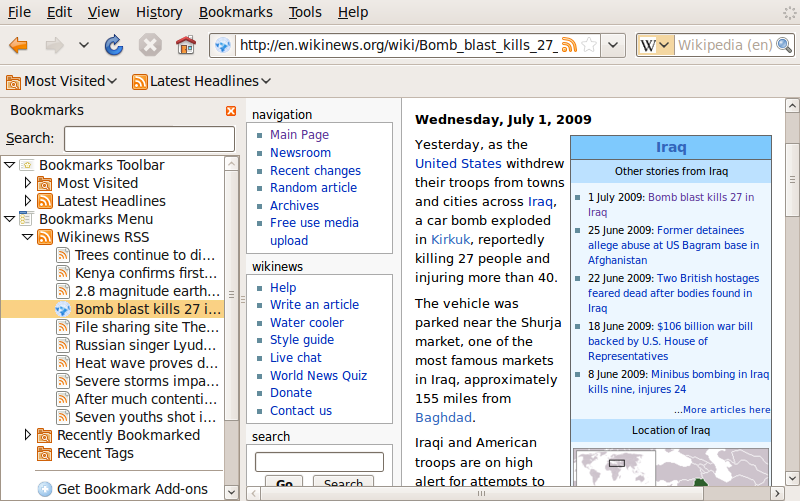
Бічна панель закладок у Mozilla Firefox 3.0. Альтернатива меню закладок, воно схоже на бічні панелі в Internet Explorer, Opera та Safari.

Кожен браузер має вбудований інструмент для керування списком закладок. Спосіб зберігання списку залежить від браузера, його версії та операційної системи, на якій він працює.
Похідні від Netscape браузери зберігають закладки в єдиному HTML-кодованому файлі bookmarks.html. Цей підхід дозволяє публікувати та друкувати категоризований каталог із відступами та працює на різних платформах. Назви закладок не обов'язково повинні бути унікальними. Редагування цього файлу за межами рідного браузера вимагає редагування HTML.
Firefox 3 зберігає закладки, історію, файли cookie та параметри у форматі транзакційно безпечної бази даних (SQLite).
«Вибране» (також «Інтернет-ярлики») Internet Explorer зберігається як окремі файли з оригінальною назвою посилання та розширенням імені файлу «. URL», наприклад «Домашня сторінка. URL-адреса», зібрана в каталозі під назвою «Вибране», який може мати підкаталоги. Імена закладок мають бути унікальними в папці. Кожен файл містить оригінальну URL-адресу та метадані Microsoft. Браузери мають різні можливості для імпорту та експорту закладок у вибране та навпаки.

## Букмарклети

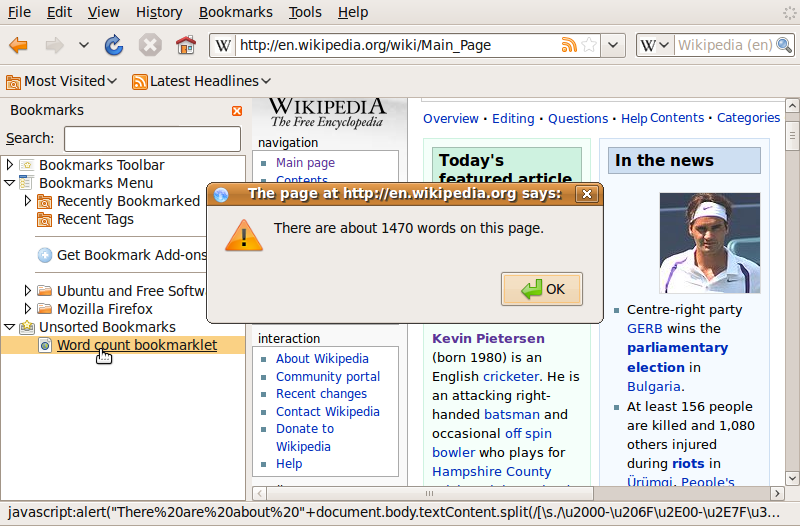
Букмарклет в дії

Букмарклети — це програми JavaScript, які зберігаються як закладки. Термін є портманто слів закладка та аплет. Букмарклети можливі, оскільки схема URI JavaScript дозволяє зберігати програми JavaScript як URI, які можна зберігати в закладках. Букмарклети мають доступ до поточної сторінки, яку вони можуть перевіряти та змінювати. Таким чином, вони можуть бути простими інструментами «в один клік», які додають функціональність браузеру. Букмарклети зазвичай встановлюються шляхом переходу на веб-сторінку, яка посилається на URI JavaScript, клацання правою кнопкою миші посилання та вибору опції закладки.
Веб-розробник Стів Кенгас отримав ідею з Netscape JavaScript Guide і ввів термін букмарклети в 1998 році Брендан Айх, винахідник JavaScript, пояснив букмарклети наступним чином:
У цьому сенсі вони були навмисною функцією: я винайшов URL-адресу javascript: разом із JavaScript у 1995 році та мав на меті, щоб URL-адреси javascript: могли використовуватися як будь-які інші види URL-адрес , включно з можливістю створення закладок.

Зокрема, я зробив можливим створити новий документ, завантаживши, наприклад javascript:'hello, world', а також (ключ для букмарклетів) запустити довільний сценарій проти DOM поточний документ, напр. javascript:alert(document.links[0].href). Різниця полягає в тому, що останній вид URL використовує вираз, який обчислюється як невизначений тип у JS. Я додав оператор void до JS перед випуском Netscape 2, щоб було легко відкинути будь-яке невизначене значення в javascript: URL.— Брендан Айх, електронною поштою до Саймон Віллісон

## Живі закладки
Живі закладки — це Інтернет-закладки на основі RSS, зокрема в Mozilla Firefox. Вони дозволяють користувачам динамічно відстежувати зміни у своїх улюблених джерелах новин. Замість того, щоб трактувати RSS-канали як сторінки HTML, як це робить більшість агрегаторів новин, вони розглядаються як закладки, які оновлюються в реальному часі з посиланням на відповідне джерело. Живі закладки оновлюються автоматично; однак у веб-переглядачі немає параметрів, які б запобігали або контролювали автоматичне оновлення закладок у реальному часі.
Живі закладки були доступні у Firefox з 2004 року до грудня 2018 року; відтоді Firefox більше не підтримує їх.